# 宮川内谷川

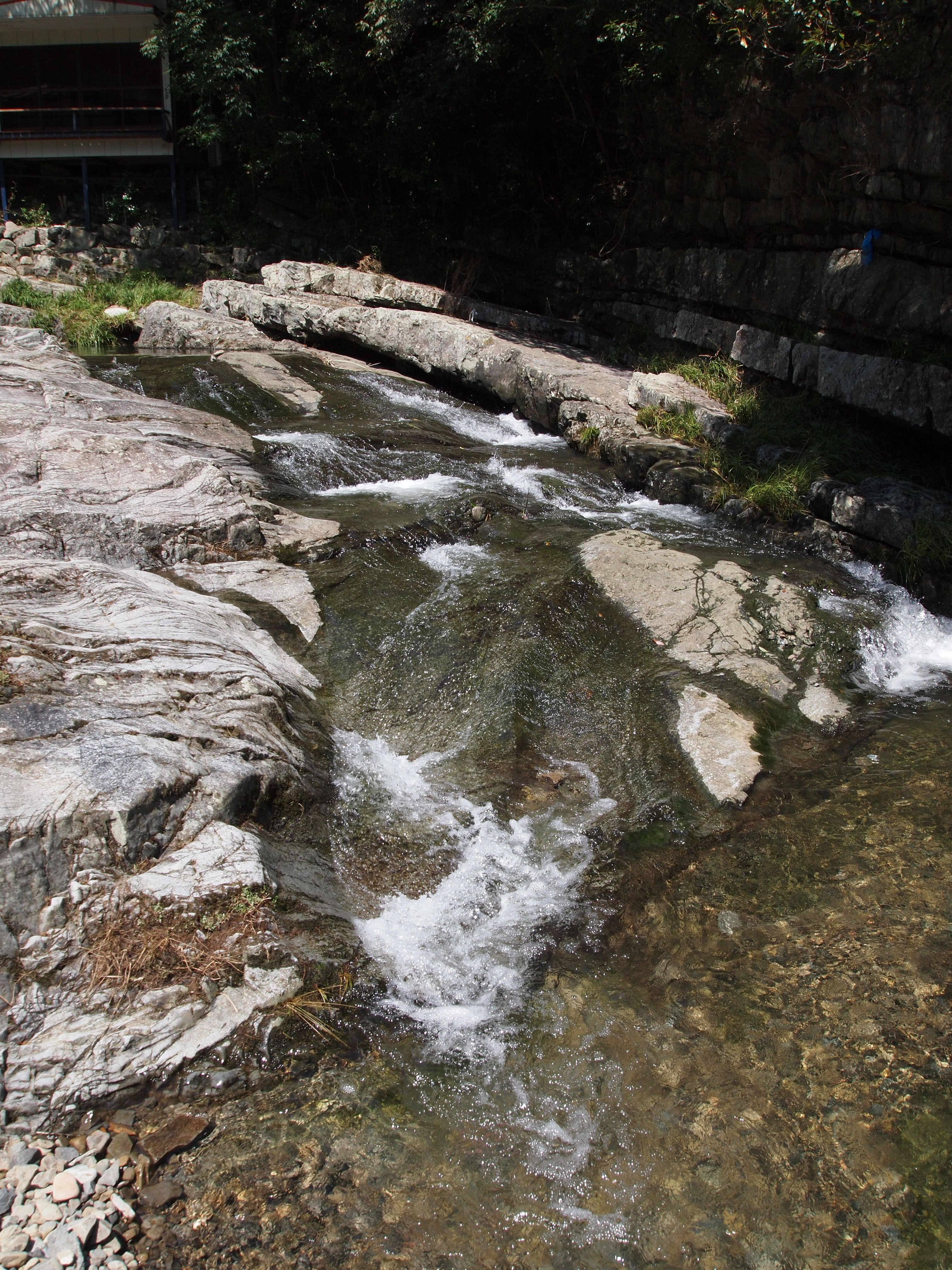
上流部の阿波市土成町宮川内付近

宮川内谷川（みやがわうちだにかわ）は、徳島県阿波市と板野郡を流れる吉野川水系の主要河川の一つである。

## 地理
阿讃山脈の徳島県阿波市土成町宮川内柄鎌に源を発し、阿波市、上板町、板野町を東に貫流し旧吉野川に合流する。流路延長18.981km、流域面積73.6平方km。
上流は渓谷となっており、景勝地「奥宮川内谷」として知られる。宮川内ダム、御所神社、御所温泉などがあり、上流一帯は1967年、奥宮川内谷県立自然公園に指定された。川沿いに国道318号が走る。1986年県境の鵜の田尾峠にトンネルが完成し徳島市と高松市を結ぶ最短ルートとなった。沿道には、名物の「御所のたらいうどん」の店舗が立ち並ぶ。
山間部を出た所で、東西、南北各4km、面積約14km²の徳島県最大の扇状地を形成する。扇状地帯は、以前は畑作中心だったが、1956年の阿波用水の通水、1964年の宮川内ダムの完成により、水田地帯となった。
下流の平野部では、稲作のほかダイコン、シロウリ、キュウリ、レンコンなどの栽培が行われる。宮川内谷川によって形成された河岸段丘から、徳島県内では、旧石器時代最大級となる椎ヶ丸〜芝生遺跡が発見されている。

## 改修
宮川内谷川は、扇状地では200mだった川幅が下流部では20mと狭くなる上に曲流となり、また下流域では一部天井川となるなど、大雨のたびに古来よりしばしば洪水を起こしていた。1899年（明治32年）から1961年（昭和36年）までの約60年間で十数回の洪水が発生している。
1941年（昭和16年）から1944年にかけて、第一次改修工事が行われた。しかしその後も1950年のジェーン台風や1953年（昭和28年）の台風13号によって全流域各所で破堤欠壊し、1961年の第2室戸台風でも140mに渡って堤防が決壊した。
昭和28年台風13号を契機に1955年（昭和30年）より中小河川改修事業（第二次改修）として中下流部11kmが着工し、流路の拡大、直線化が行われ、1978年完工した。
また扇状地形の為に山地を離れると伏流水となり、下流部の水田では干ばつがしばしば起きていた。それらの問題を解消する為に昭和39年（1964年）に、宮川内に多目的ダムである宮川内ダムが建設された。ダムは平成7年度（1995年度）から平成15年度（2003年度）施設改良事業が行われた。

## 支流
下流より記載
- 唐ノ口谷川
- 大山谷川
- 泉谷川
- 鳶ケ谷川
- 庚申谷川
- 安楽寺谷川
- 高尾谷川
- 佐古谷川
- 大畑谷川
- 八丁谷川

## 河川施設
- 宮川内ダム - 昭和39年度完成。高さ36m、総貯水量135万m3。

## 流域の自治体
- 徳島県
  - 阿波市、板野郡上板町、板野町